# Cultura jueva

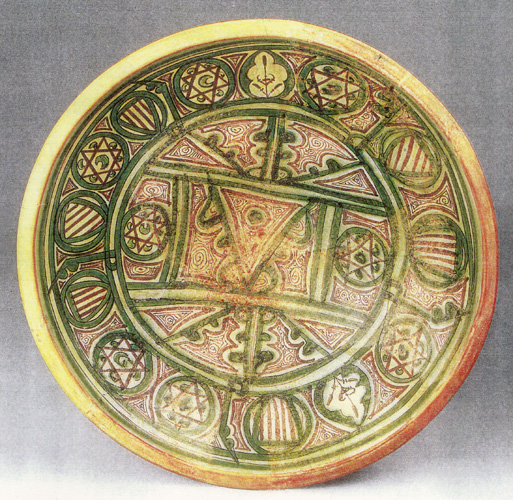
Plat sefardita amb escuts catalans i estels de David, terrissa daurada,.

La cultura jueva abraça diversos fenòmens relacionats entre si, tant religiosos com seculars. És la cultura de les comunitats del poble jueu i inclou les contribucions de les persones que s'identifiquen com a jueves, i la contribució dels religiosos jueus, encara quan aquesta no està relacionada d'una manera òbvia amb la religió del poble hebreu.
El poble jueu és una comunitat ètnica i religiosa: mentre que en l'àmbit religiós, els seguidors del judaisme segueixen unes pràctiques i creences, i una manera de viure. Això fa difícil establir una línia clara entre els membres del poble jueu i una cultura específicament jueva. A més, no tots els individus o tots els fenòmens culturals poden ser classificats fàcilment com a seculars o religiosos (distinció que sovint es fa servir en la cultura europea, i que també sol aplicar-se als casos de la història dels jueus no europeus).
A través de la història, en èpoques i llocs tan diversos com l'antic Regne d'Israel, la Grècia Antiga, l'Àndalus, el Magrib, Índia o la Xina, o en l'actual Estat d'Israel, les comunitats jueves han desenvolupat fenòmens culturals que en cert sentit presenten matisos del poble jueu però sense ser específicament religiosos en tot moment. Alguns factors en això provenen del judaisme, uns altres de la interacció dels jueus amb la societat que els envolta, i uns altres de la dinàmica interna social i cultural de les comunitats jueves. Aquest fenomen es tradueix en expressions culturals jueves considerablement diverses i úniques en les seves pròpies comunitats, sent cadascuna d'elles tan autènticament jueva com les altres.

## Interacció entre el religiós i el secular

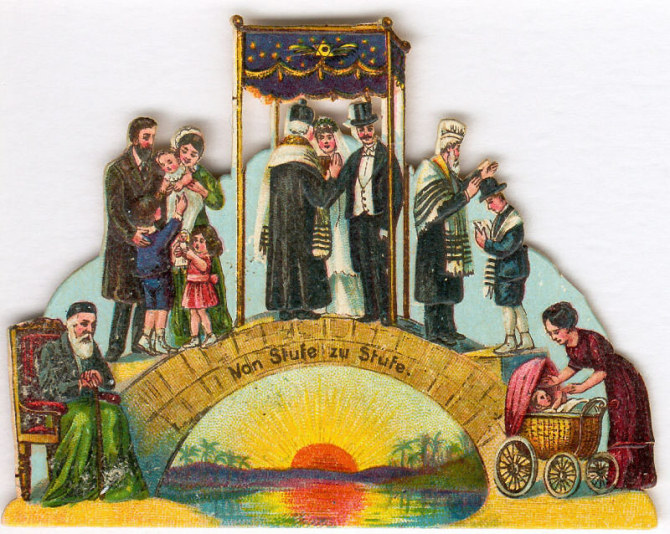
Estampa amb Les diferents etapes de la vida d'un jueu, Alemanya, 1905-1910. La cromolitografia en qüestió pertany tant a l'art asquenazita com al folklore visual del poble jueu però sense ser un objecte ritual del judaisme. Noti's que la "lectura" d'aquesta imatge —que incorpora una inscripció amb quatre paraules alemanyes— només té sentit si es fa de dreta a esquerra, tal com succeeix amb els textos que presenten caràcters hebreus. La inscripció alemanya Von Stufe zu Stufe significa precisament "D'una etapa a una altra".

Si bé aquest article en principi no tracta el tema judaisme (és a dir, la religió jueva) sinó la producció cultural del poble hebreu (com a grup o nació), és important deixar constància que en el cas del poble jueu en particular de vegades és summament difícil separar totalment quelcom sacre d'allò profà.
Així, per exemple, l'humor jueu no forma part del judaisme com a religió, però és al seu torn un tret característic de nombroses comunitats jueves. Aquest humor pot a més apuntar a temes tant religiosos com laics.
Un altre exemple significatiu és l'art, l'origen del qual en el cas jueu té les seves arrels en la Bíblia hebrea (Tanaj) i pren expressió com art ritual (al que en la història de l'art es coneix tècnicament com a "Judaica", i ho fa durant molts segles), tendeix a partir del segle xix a secularitzar-se i en molts casos a perdre la seva identitat inicial, aculturar-se i fins i tot interactuar amb altres cultures no jueves. A més això dona lloc a la coexistència d'obres de cort tradicional (Judaica, comprenent objectes religiosos cerimonials o de tipus ritual) amb altres expressions o obres d'art que són avantguardistes i de natura definitivament no religiosa. Això pot constatar-se, per exemple, en les pintures d'artistes tals com Camille Pisarro o Amedeo Modigliani.

## Origen de la cultura secular jueva

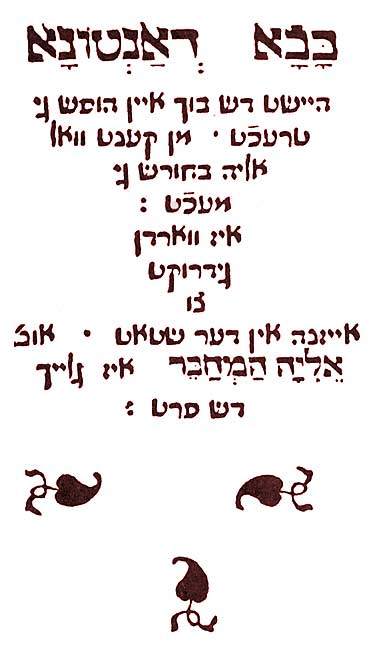
Pàgina del Bovo-Bukh (Llibre de Bovo, escrit per Elias Levita Bajur en 1507-1508), primera obra literària secular en ídix, impresa en Isny (Baden-Württemberg, Alemanya) en 1541. Trata un clàssic de la literatura ídix, una novel·la de cavalleries que compta amb no menys de 40 edicions.

Durant almenys 2000 anys no hi ha hagut una unitat cultural jueva. Els jueus han estat geogràficament dispersos. A la fi del segle xix els asquenazites estaven principalment a Europa, especialment a Europa Oriental; els sefardites en diverses comunitats del nord d'Àfrica, Turquia, i diversos nuclis més petits en una àmplia gamma d'altres llocs; i els mizrahim estaven principalment estesos per tot el món àrab, i altres poblacions en llocs com Etiòpia, el Caucas, i l'Índia.
Encara que hi havia un alt grau de comunicació i de tràfic entre aquestes comunitats (exiliats sefardites barrejats amb la comunitat asquenazita europea; asquenazites emigrats a Orient Mitjà, comerciants jueus iraquians van formar una comunitat diferent en l'Índia, i així successivament), moltes d'aquestes comunitats estaven aïllades de les quals els envoltaven, per la formació de guetos, per les lleis musulmanes de la dhimmah, i per altres circumstàncies.
Abans de 1931 el 92% de la població jueva mundial era d'origen asquenazita, incloent-hi la majoria dels jueus europeus i els de parla anglesa. D'altra banda, el secularisme com a concepte era en gran part una idea europea, i una sèrie de moviments a Europa van crear un nou, i fins aleshores insòlit, concepte de judaisme secular. Donada l'aclaparadora majoria d'asquenazites i que la difusió d'aquestes idees va ser deguda a locutors angloparlants, la "cultura jueva secular" és, essencialment, la cultura jueva de l'Europa Central i Oriental, així com del seu desenvolupament en l'Amèrica del Nord.

## Literatura
Les expressions literàries i teatrals de la cultura jueva estan tant en llengües específicament jueves, com a hebreu, ídix o el judeocastellà (llegua ladina), o en l'idioma de la cultura que envolta al seu autor, com l'anglès o l'alemany. La literatura i el teatre secular en ídix es va iniciar en el segle xix, i va declinar a mitjans del segle xx. El renaixement de l'hebreu més enllà del seu ús en la litúrgia és un fenomen de principis del segle xx, i està estretament associat amb el sionisme. En general, si una comunitat jueva utilitza o no un llenguatge jueu depèn de l'aïllada o assimilada que estigui pel que fa a la societat que l'envolta. Per exemple, els jueus dels shtetls de Polònia i del Lower East Side de Nova York parlaven ídix durant els primers anys del segle xx, mentre que els jueus assimilats d'Alemanya o els Estats Units actualment utilitzen l'alemany i l'anglès.

## Política
Fins i tot en el més estricte judaisme religiós hi ha espai per a diferents punts de vista polítics o morals, i aquesta diversitat és encara més evident entre els jueus seculars, encara que fins i tot la cultura jueva secular està sovint influïda per creences morals que es deriven de les Escriptures i la tradició jueva. Als últims segles, els jueus d'Europa i les Amèriques han tendit tradicionalment a l'esquerra política, exercint un paper clau en el naixement del moviment obrer i del socialisme. Si bé en la diàspora també han estat representats com situats en el costat conservador de l'espectre polític, fins i tot els jueus políticament conservadors han tendit a donar suport al pluralisme de forma més coherent que molts altres membres de la dreta política. Alguns erudits, ho atribueixen al fet que no s'esperen que facin proselitisme i, per tant, no desitgen un Estat mundial, la qual cosa difereix de les creences d'altres religions, com la catòlica i les tradicions islàmiques. Aquesta falta d'una universalització de la religió es combina amb el fet que la majoria dels jueus viuen com a minories als seus països, juntament amb el fet que no hi ha una única autoritat religiosa jueva central des de fa més de 2.000 anys.